# Kerryn Pethybridge-Rim
Michelle Kerryn Pethybridge-Rim (ur. 7 września 1962 w Myrtleford) – australijska biathlonistka. W Pucharze Świata zadebiutowała w sezonie 1983/1984. Pierwsze punkty wywalczyła 15 lutego 1986 roku w Falun, gdzie zajęła 10. miejsce w sprincie. Nigdy nie stanęła na podium zawodów pucharowych. Najlepsze wyniki osiągnęła w sezonie 1985/1986, kiedy zajęła szóste miejsce w klasyfikacji generalnej. W 1984 roku wystąpiła na mistrzostwach świata w Chamonix, gdzie zajęła 31. miejsce biegu indywidualnym i 28. miejsce w sprincie. Była też między innymi dziesiąta w sprincie podczas mistrzostw świata w Falun w 1986 roku oraz podczas mistrzostw świata w Feistritz trzy lata później. W 1992 roku wystartowała na igrzyskach olimpijskich w Albertville, jednak plasowała się poza czołową trzydziestką. Na rozgrywanych dwa lata później igrzyskach w Lillehammer była ósma w biegu indywidualnym, a w sprincie zajęła 21. miejsce w sprincie. Brała też udział w igrzyskach olimpijskich w Nagano w 1998 roku, gdzie uplasowała się na 43. pozycji w biegu indywidualnym i 47. pozycji w sprincie.

## Osiągnięcia

### Igrzyska olimpijskie
| Rok  | Miejscowość | Konkurencje | Konkurencje | Konkurencje | Konkurencje | Konkurencje | Konkurencje | Konkurencje |
| Rok  | Miejscowość | IN          | SP          | PU          | MS          | RL          | MR          | SR          |
| ---- | ----------- | ----------- | ----------- | ----------- | ----------- | ----------- | ----------- | ----------- |
| 1992 | Albertville | 32.         | 39.         | nd.         | nd.         | –           | nd.         | –           |
| 1994 | Lillehammer | 8.          | 21.         | nd.         | nd.         | –           | nd.         | –           |
| 1998 | Nagano      | 43.         | 47.         | nd.         | nd.         | –           | nd.         | –           |

### Mistrzostwa świata
| Rok  | Miejscowość | Konkurencje | Konkurencje | Konkurencje | Konkurencje | Konkurencje | Konkurencje | Konkurencje |
| Rok  | Miejscowość | IN          | SP          | PU          | MS          | RL          | MR          | SR          |
| ---- | ----------- | ----------- | ----------- | ----------- | ----------- | ----------- | ----------- | ----------- |
| 1984 | Chamonix    | 31.         | 28.         | nd.         | nd.         | –           | nd.         | –           |
| 1986 | Falun       | 31.         | 10.         | nd.         | nd.         | –           | nd.         | –           |
| 1987 | Lahti       | 15.         | 25.         | nd.         | nd.         | –           | nd.         | –           |
| 1988 | Chamonix    | 16.         | 19.         | nd.         | nd.         | –           | nd.         | –           |
| 1989 | Feistritz   | 13.         | 10.         | nd.         | nd.         | –           | nd.         | –           |
| 1990 | Mińsk/Oslo  | 34.         | –           | nd.         | nd.         | –           | nd.         | –           |
| 1991 | Lahti       | –           | 26.         | nd.         | nd.         | –           | nd.         | –           |
| 1996 | Ruhpolding  | 36.         | 36.         | nd.         | nd.         | –           | nd.         | –           |

### Puchar Świata

#### Miejsca w klasyfikacji generalnej
| Sezon     | Miejsce |
| --------- | ------- |
| 1983/1984 | -       |
| 1984/1985 | -       |
| 1985/1986 | 6.      |
| 1986/1987 | ?       |
| 1987/1988 | 41.     |
| 1988/1989 | 30.     |
| 1989/1990 | 26.     |
| 1990/1991 | 18.     |
| 1991/1992 | 68.     |
| 1993/1994 | 61.     |
| 1995/1996 | -       |
| 1997/1998 | -       |

#### Miejsca na podium chronologicznie
Pethybridge-Rim nigdy nie stanęła na podium zawodów PŚ.